# 青森駐屯地
青森駐屯地（あおもりちゅうとんち、JGSDF Camp Aomori）は、青森県青森市大字浪館字近野45に所在し、第9師団司令部等が駐屯する陸上自衛隊の駐屯地である。

## 概要
本州最北端の駐屯地にして、本州北部の交通結節・終着点であり、国際海峡（特定海域）である津軽海峡を眼前に望む国家防衛の要衝である。また、国のエネルギー政策の一環として原子力関連施設が下北半島一帯に存在しており、これらの有事に対する備えも重要である。
最寄の演習場は、小谷演習場と六ヶ所対空射撃場。駐屯地司令は、第9師団副師団長が兼務。

## 資料展示館
防衛館
- 展示品：八甲田雪中行軍資料、戦時資料、軍服、近年の活動状況及びねぶた等を展示している。

## 沿革
警察予備隊青森営舎
- 1951年（昭和26年）
  - 9月20日：警察予備隊の青森営舎として開設[1]。
  - 10月1日：第5連隊第1大隊が金沢駐屯地から移駐。
- 1952年（昭和27年）3月6日：第5連隊主力が金沢駐屯地から移駐。

保安隊青森駐屯地
- 1952年（昭和27年）10月15日：保安隊が発足。

陸上自衛隊青森駐屯地
- 1954年（昭和29年）7月1日：陸上自衛隊設置に伴い青森駐屯地が開設される[2][3]。
- 1956年（昭和31年）
  - 1月25日：第20普通科連隊（連隊本部および直轄中隊、第1、第2大隊）が新編。
  - 5月31日：第5普通科連隊が八戸駐屯地へ移駐。
  - 11月15日：第20普通科連隊主力が神町駐屯地へ移駐。
  - 12月1日：第9混成団が新編され、第9混成団司令部を新設。
- 1962年（昭和37年）
  - 8月14日：第5普通科連隊が八戸駐屯地から再び移駐。
  - 8月15日：

  1. 第9混成団が第9師団へ改編。
  2. 第5普通科連隊が本部管理中隊、4個普通科中隊および重迫撃砲中隊の編成で編成完結。
- 1990年（平成2年）3月26日：第9後方支援連隊が新編。
- 2004年（平成16年）3月27日：第9化学防護隊が新編。
- 2010年（平成22年）3月26日：第9後方支援連隊が八戸駐屯地へ移駐。輸送隊と衛生隊は残留した。

## 駐屯部隊

### 東北方面隊隷下部隊
- 第9師団
  - 第9師団司令部
  - 第5普通科連隊
  - 第9後方支援連隊（一部）
    - 第2整備大隊（一部）
      - 第1普通科直接支援中隊：第5普通科連隊を支援。

    - 衛生隊
    - 輸送隊

  - 第9通信大隊
  - 第9化学防護隊
  - 第9師団司令部付隊
  - 第9音楽隊
- 東北方面システム通信群
  - 第103基地システム通信大隊
    - 第305基地通信中隊
- 東北方面会計隊
  - 第380会計隊
- 青森駐屯地業務隊

### 防衛大臣直轄部隊
- 警務隊
  - 東北方面警務隊
    - 第123地区警務隊

## 最寄の幹線交通
- 高速道路：東北自動車道青森IC、青森自動車道青森中央IC、青森東IC
- 一般道：国道4号、国道7号（青森環状道路）、国道103号、国道280号、青森県道26号青森五所川原線、青森県道27号青森浪岡線、青森県道40号青森田代十和田線、青森県道44号青森環状野内線、青森県道120号荒川青森停車場線
- 鉄道：JR東日本東北新幹線新青森駅、青い森鉄道線/JR奥羽本線/JR津軽線青森駅
- 港湾：青森港、むつ小川原港、八戸港（重要港湾）、蟹田港（地方港湾）大湊基地（海上自衛隊）
- 飛行場：青森空港（第三種空港）、三沢飛行場（官民共用）

## 重要施設
- 東通原子力発電所（出力110万kW。BWR）（下北郡東通村）
- 八戸火力発電所（出力50万kW。石油）（八戸市）
- 核燃料サイクル基地（上北郡六ヶ所村）
- 六ヶ所村核燃料再処理施設（建設中）（上北郡六ヶ所村）
- 青森変電所（一次変電所）（青森市）
- むつ小川原国家石油備蓄基地（2004年）4月現在：備蓄施設容量約570万kl中約492万klを備蓄）（上北郡六ヶ所村）
- 青函トンネル